# 다카하시 가오리
다카하시 가오리(일본어: 高橋 馨, 1974년 3월 30일~)는 일본의 전직 아티스틱스위밍 선수이다. 이와테현 출신으로, 니혼 대학을 졸업했다. 1996년 하계 올림픽 싱크로나이즈 단체전에 출전하여 동메달을 획득했고 선수 은퇴 후 전일본공수에 근무했다.